# Shurumbo
El shurumbo es una sopa peruana,  El shurumbo tiene origen principal desde la provincia de Jaen de Bracamoros tierra fronteriza que está ubicado en el departamento de Cajamarca y de Amazonas.

## Descripción
El shurumbo es un plato que se elabora a base de plátano verde (por lo que también se le conoce como sopa de plátano verde), arveja seca, culantro y carne de cerdo. Existe una variante que reemplaza el plátano por yuca.